# Mechaniczny byk

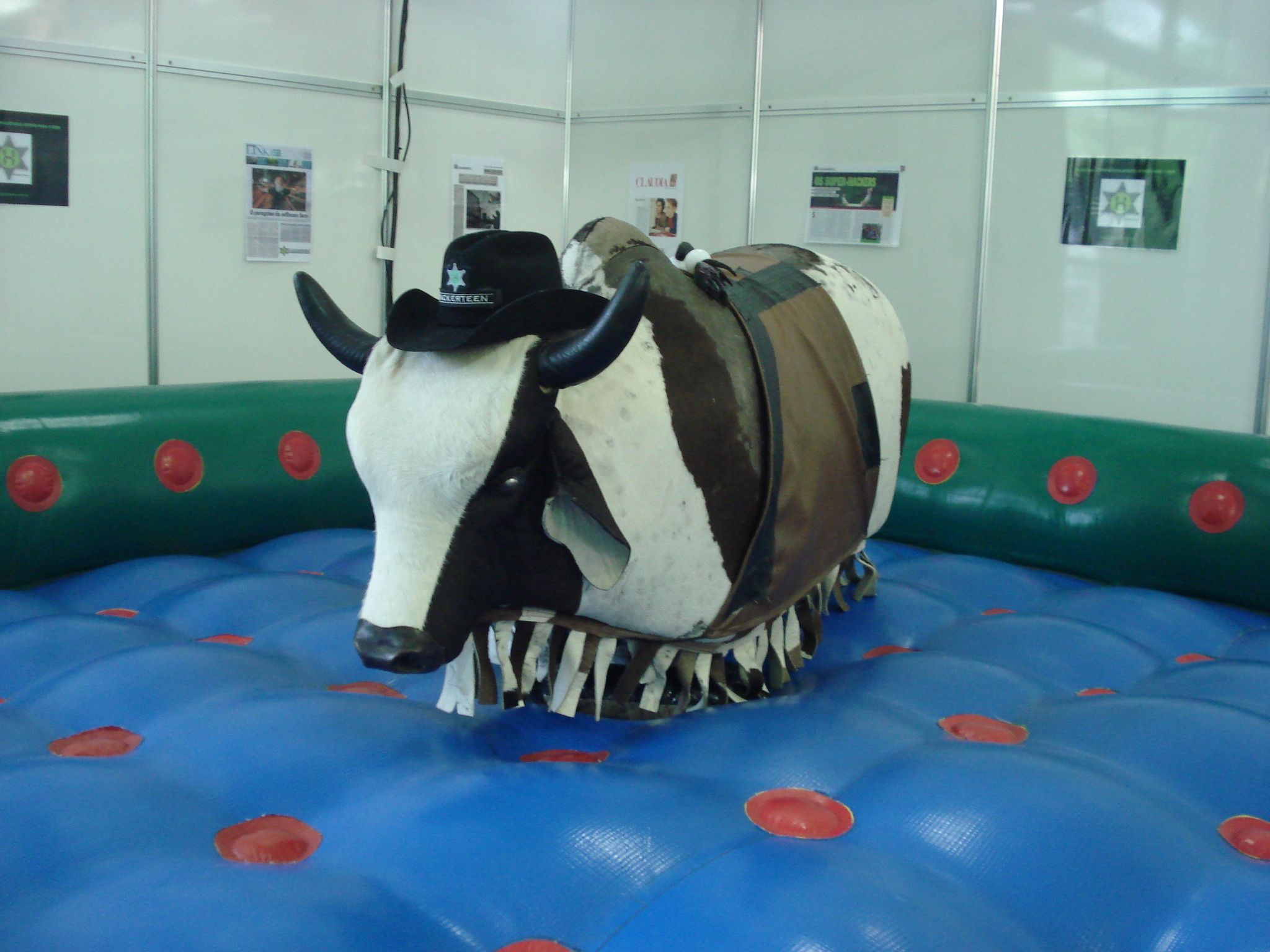
Mechaniczny byk

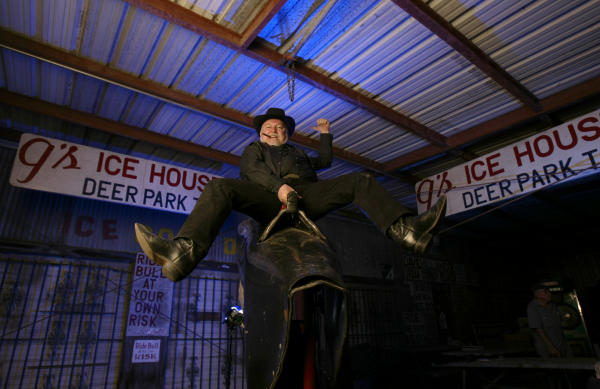
Kowboj na mechanicznym byku

Mechaniczny byk – urządzenie napędzane silnikiem elektrycznym o zmiennej prędkości, które imituje jazdę na wierzgającym byku w czasie rodeo.

## Opis
Mechaniczny byk jest częścią amerykańskiej kultury od dziesięcioleci, głównie jako forma rozrywki w parkach rozrywki, barach, restauracjach i klubach. Jedno z pierwszych urządzeń tego typu zainstalowano w latach 30. XX wieku w Bertrand Island Amusement Park w New Jersey.
Chociaż mechaniczny byk imituje wierzganie zbliżone do prawdziwych zwierząt wykorzystywanych w rodeo, to jednak nie jest w stanie odwzorować realizmu właściwego dla żywego byka, który podczas wierzgania rusza nogami lub głową. Mimo braku realizmu mechaniczny byk jest wykorzystywany przez zawodników rodeo do treningu, umożliwiając jeźdźcom doskonalenie umiejętności bez ryzyka poważnej kontuzji i nieprzewidywalności żywego zwierzęcia. Konstrukcja urządzenia umożliwia przeszkolonemu operatorowi bezpiecznie kontrolować za pomocą pulpitu sterowniczego jazdę, prędkość, a także kierunek obracania, co jest szczególnie istotne gdyż nieszczęśliwy upadek na ziemię lub zaczepienie się o mechanicznego byka, mogą spowodować poważne urazy.
Jeździec siada na mechanicznego byka, trzyma się uchwytu i próbuje jak najdłużej utrzymać się na urządzeniu, dopóki „zwierzę” nie zrzuci go na ziemię. Aby ochronić jeźdźca przed urazami, podłoże i ściany pomieszczenia w którym znajduje się mechaniczny byk wyłożone są na przykład materacem, dmuchańcem lub gąbką.